# Brørup Kommune
| Strukturdaten       | Strukturdaten |
| ------------------- | ------------- |
| Sitz der Verwaltung | Brørup        |
| Fläche              | 107,00 km²    |
| Einwohner           | 6.513 (2004)  |
| Kommune seit 2007   | Vejen Kommune |

Brørup Kommune war bis Dezember 2006 eine dänische Kommune im damaligen Ribe Amt in Jütland. Seit Januar 2007 ist sie zusammen mit der “alten” Vejen Kommune, der Holsted Kommune und der Rødding Kommune Teil der neuen Vejen Kommune.

## Söhne und Töchter der Stadt
- Peter Graulund (* 1976), dänischer Fußballspieler